# Bukovica Gornja, Bijeljina
Bukovica Gornja je naselje v občini Bijeljina, Bosna in Hercegovina. 

## Deli naselja
Bukovica Gornja, Lazići, Raševac in Živanići. 

## Prebivalstvo
| Pregled števila prebivalcev po letih | Pregled števila prebivalcev po letih | Pregled števila prebivalcev po letih | Pregled števila prebivalcev po letih | Pregled števila prebivalcev po letih | Pregled števila prebivalcev po letih |
| ------------------------------------ | ------------------------------------ | ------------------------------------ | ------------------------------------ | ------------------------------------ | ------------------------------------ |
| 1948                                 | 1953                                 | 1961                                 | 1971                                 | 1981                                 | 1991                                 |
| -                                    | -                                    | -                                    | 689                                  | 654                                  | 574                                  |

| Narodna sestava prebivalstva po letih                                                                                      | Narodna sestava prebivalstva po letih                                                                                        | Narodna sestava prebivalstva po letih                                                                                      |
| --- | --- | --- |
| 1971 | 1981 | 1991 |
| . skupaj: 689 Srbi 687 (99,70 %) Hrvati 1 (0,14 %) Muslimani 0 (0,00 %) Jugoslovani 0 (0,00 %) drugi in neznano 1 (0,14 %) | . skupaj: 654 Srbi 580 (88,68 %) Muslimani 1 (0,15 %) Hrvati 0 (0,00 %) Jugoslovani 49 (7,49 %) drugi in neznano 24 (3,66 %) | . skupaj: 574 Srbi 564 (98,25 %) Muslimani 1 (0,17 %) Hrvati 0 (0,00 %) Jugoslovani 0 (0,00 %) drugi in neznano 9 (1,56 %) |